# Eugenia cincta
Eugenia cincta är en myrtenväxtart som beskrevs av August Heinrich Rudolf Grisebach. Eugenia cincta ingår i släktet Eugenia och familjen myrtenväxter. Inga underarter finns listade i Catalogue of Life.